# Søren Madsen
Søren Madsen (Middelfart, 31 de mayo de 1976) es un deportista danés que compitió en remo.
Participó en los Juegos Olímpicos de Sídney 2000, obteniendo una medalla de bronce en la prueba de cuatro sin timonel ligero. Ganó una medalla de plata en el Campeonato Mundial de Remo de 2001, en la misma prueba.

## Palmarés internacional
| Juegos Olímpicos   | Juegos Olímpicos   | Juegos Olímpicos  | Juegos Olímpicos          |
| Año                | Lugar              | Medalla           | Prueba                    |
| ------------------ | ------------------ | ----------------- | ------------------------- |
| 2000               | Sídney (Australia) | Medalla de bronce | Cuatro sin timonel ligero |
| Campeonato Mundial |                    |                   |                           |
| Año                | Lugar              | Medalla           | Prueba                    |
| 2001               | Lucerna (Suiza)    | Medalla de plata  | Cuatro sin timonel ligero |